# Wüstheuterode
Wüstheuterode ist ein Ortsteil der Landgemeinde Uder im thüringischen Landkreis Eichsfeld.

## Lage
Wüstheuterode ist ein Ort im Eichsfeld und befindet sich an der Landesstraße 1074 von Uder Richtung Vatterode.

## Geschichte
Die urkundliche Ersterwähnung war im Jahr 1338 als „Hadewartherode“. 1424 wurde das Dorf infolge einer Fehde mit der Adelsfamilie von Hanstein von den Truppen der Reichsstadt Mühlhausen verbrannt und gänzlich zerstört. Weil es in der Folge eine Zeit lang wüstgelegen hatte, bekam es den Beinamen „Wüstheuterode“, der spätestens seit 1806 auch offizieller Ortsname ist. Der Ort gehörte bis zur Säkularisation 1802 zu Kurmainz und unterlag der Gerichtsbarkeit der Familie von Hanstein. 1802 bis 1807 wurde der Ort preußisch und kam dann zum Königreich Westphalen. Von 1815 bis 1945 war er Teil der preußischen Provinz Sachsen. 1945 kam der Ort zur sowjetischen Besatzungszone und war ab 1949 Teil der DDR. Von 1961 bis zur Wende und Wiedervereinigung 1989/1990 wurde Wüstheuterode von der Sperrung der nahen innerdeutschen Grenze beeinträchtigt. Seit 1990 gehört der Ort zum wieder gegründeten Bundesland Thüringen. Seit dem 1. Februar 1992 gehörte die Gemeinde der Verwaltungsgemeinschaft Uder an. Mit Auflösung dieser am 1. Januar 2024 wurde Wüstheuterode ein Ortsteil der neugebildeten Landgemeinde Uder.

### Wappen
Blasonierung: „Gespalten und halb geteilt;  vorn in Blau der Heilige Bonifatius in Silber, in der Rechten einen  schwarzen Bischofsstab und in der Linken ein rotes Messbuch mit  silbernem Hochkreuz haltend, das durch einen silbernen Dolch durchstoßen  wird; oben in Silber rote Flammen und unten in Rot ein sechsspeichiges  silbernes Rad.“

### Einwohnerentwicklung
Entwicklung der Einwohnerzahl (31. Dezember):
| - 1994: 597 - 1995: 609 - 1996: 633 - 1997: 626 - 1998: 622 - 1999: 613 | - 2000: 613 - 2001: 611 - 2002: 635 - 2003: 655 - 2004: 652 - 2005: 657 | - 2006: 647 - 2007: 627 - 2008: 619 - 2009: 607 - 2010: 604 - 2011: 616 | - 2012: 611 - 2013: 624 - 2014: 613 - 2015: 611 - 2016: 609 - 2017: 599 | - 2018: 589 - 2019: 581 - 2020: 579 - 2021: 574 - 2022: 565 |

Datenquelle: Thüringer Landesamt für Statistik

### Kirche

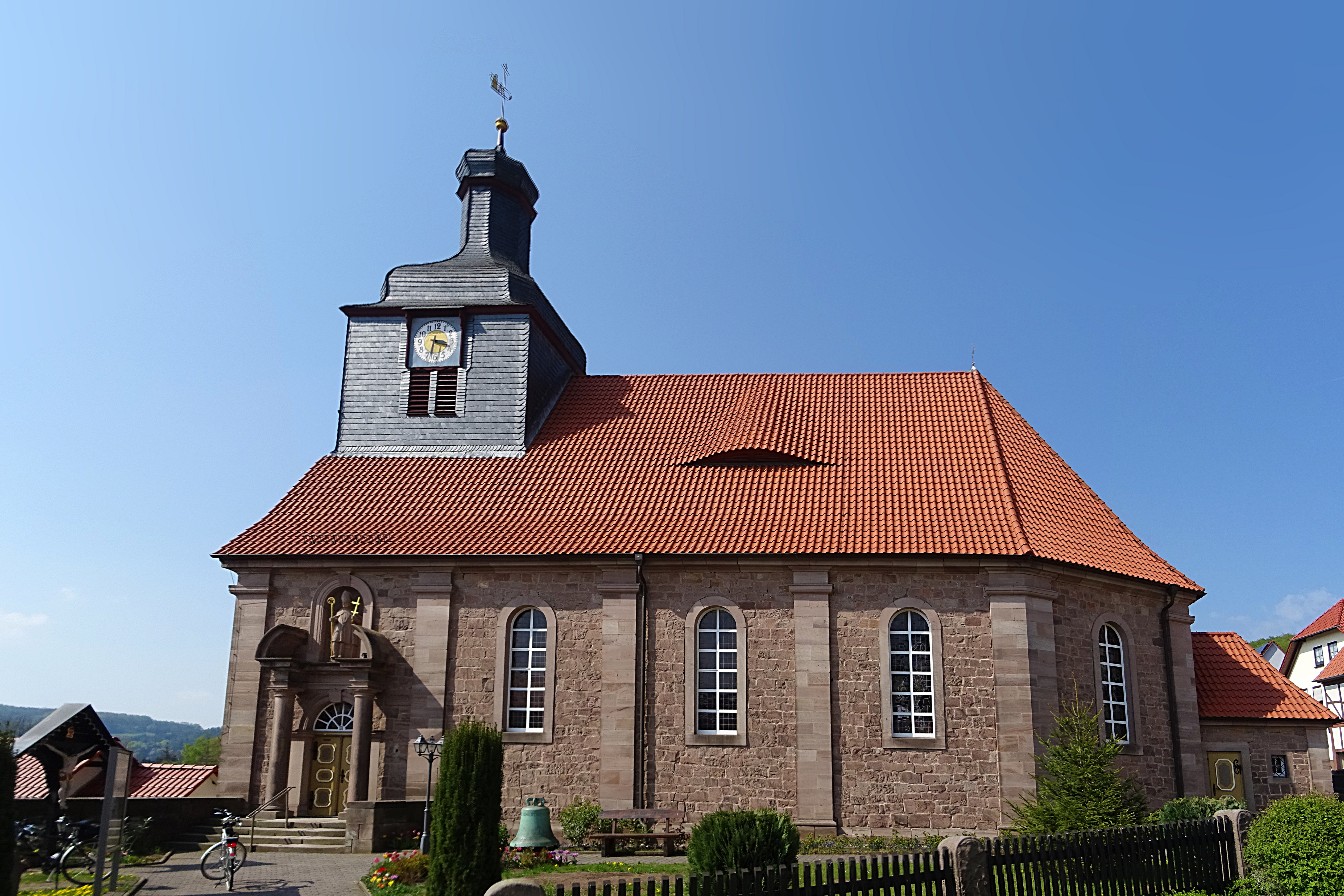
Dorfkirche St. Bonifatius

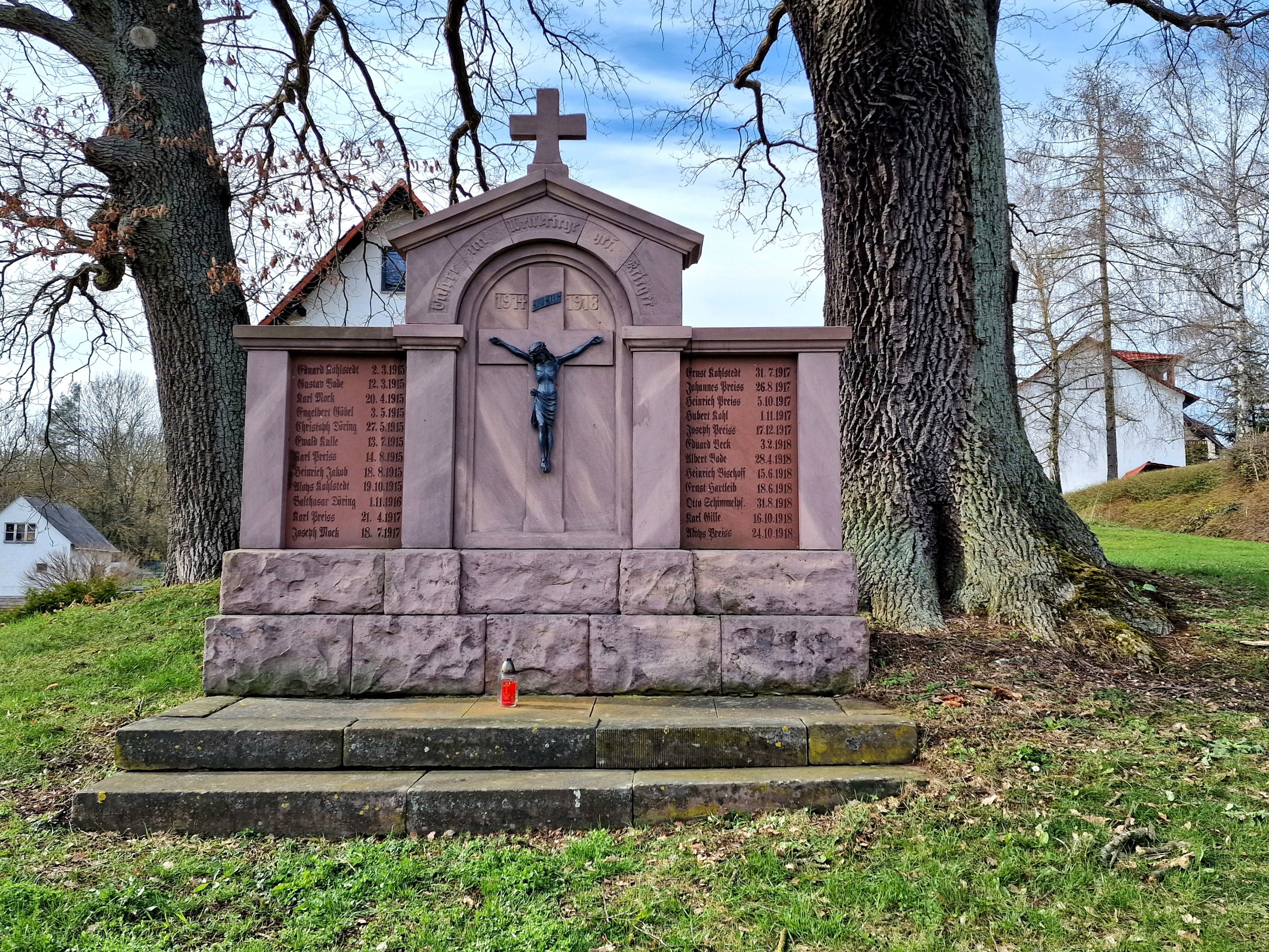
Kriegerdenkmal auf dem Hirtenhöfchen

## Politik

### Ehemaliger Gemeinderat
Der ehemalige Gemeinderat von Wüstheuterode setzte sich aus acht Gemeinderatsmitgliedern zusammen.
- CDU: 4  Sitze
- FWG: 2 Sitze
- SV: 2 Sitze

(Stand: Kommunalwahl am 25. Mai 2014)

### Ehemalige Bürgermeister
Die ehrenamtliche Bürgermeisterin Frau Silke Kaufhold (FWG) wurde am 6. Juni 2010 gewählt und am 5. Juni 2016 wiedergewählt.

## Wirtschaft und Infrastruktur

### Wasser und Abwasser
Die Trinkwasserver- und Abwasserentsorgung wurde auf den Zweckverband Wasserversorgung und Abwasserentsorgung Obereichsfeld übertragen.

## Persönlichkeiten
- Hans-Joachim Menge (* 1963 in Wüstheuterode), Rennrodler